# Tibellus chilensis
Tibellus chilensis là một loài nhện trong họ Philodromidae.
Loài này thuộc chi Tibellus. Tibellus chilensis được Cândido Firmino de Mello-Leitão miêu tả năm 1943.